# Lucíola
Lucíola é o quinto romance do escritor brasileiro José de Alencar, publicado em 1862. Com a publicação de Lucíola, inicia Alencar a sua série de "Perfis de Mulher", romances em que estuda caracteres femininos, torturados por contradições e antagonismo psicológicos; fazem parte da trilogia também Diva (1864) e Senhora (1875). 
Profundamente influenciado por La Dame aux Camélias (A Dama das Camélias), escrita em 1848 por  Alexandre Dumas Filho, Lucíola seria uma "Camille" (Marguerite Gautier) brasileira.

## Resumo
Seduzida ainda jovem por um homem devasso em um momento de dificuldades e revés em que precisava de dinheiro para salvar os familiares doentes, Maria é expulsa de casa pelo próprio pai, trocando então seu nome de Maria da Glória para Lúcia. Lúcia começa a viver como uma prostituta caprichosa, explorando seus ricos amantes, por quem manifesta um claro desprezo. Um dia conhece Paulo da Silva, um jovem pernambucano que chega ao Rio de Janeiro e se apaixona por ela. Esse afeto sincero faz com que a verdadeira natureza de Lúcia venha à tona. E essa luta entre a força regeneradora do amor puro e uma vida de pecados e devassidão que José de Alencar focaliza com muito vigor. Dedicando-se de corpo e alma ao amor de Paulo, que foi capaz de compreender e perdoar seu passado, Lúcia encontra pela primeira vez na vida a tão almejada paz de espírito. Mas, vitimada por uma doença fatal, vem a falecer na flor da idade, cercada pelos carinhos de Paulo, a quem encarrega de cuidar - como marido - de sua irmã mais nova, Ana.

## Personagens
- Lúcia/Maria da Glória: cortesã rica que é conhecida por todos como bela e excêntrica. Tem os cabelos anelados escuros e grandes olhos negros. É muito profunda e reflexiva, tendo assim grande complexidade psicológica. Apesar disso, não consegue o perdão diante da sociedade do seu passado de cortesã. Morre no final, grávida.
- Paulo: É um homem que Lúcia se apaixona.
- Sá:amigo de infância de Paulo e ex-amante de Lúcia, ele quem apresenta os dois. Milionário e solteiro, é o típico homem burguês. Dá festas em sua casa e representa o preconceito da sociedade burguesa diante da impossibilidade de haver perdão aos atos de Lúcia. Mora há cerca de 7 ou 8 anos no Rio de Janeiro. É ele quem apresenta Lúcia a Paulo. Fala mal de Lúcia, o que desagrada Paulo.
- Ana: irmã mais nova de Lúcia, de apenas 12 anos. É muito parecida com sua irmã mais velha, também possui os cabelos anelados, só que loiros. Quando Lúcia falece, fica sob responsabilidade de Paulo, e no final do livro casa-se.
- Laura e Nina: Paulo marca um encontro com Nina para fazer ciúmes em Lúcia, mas ele não vai.
- Rochinha: na roda de amigos boêmios, é o mais novo, com 17 anos, e o mais inexperiente. Porém, tem uma vida irrigada por bebidas alcoólicas.
- Cunha: Assim como Sá, fala muito mal de Lúcia. Ela o deixou no dia em que viu sua mulher sozinha, triste.
- Couto: Foi ele que se aproveitou da inocência e necessidade de Lúcia quando esta tinha apenas 14 anos.
- Jesuína: mulher que ajuda Lucia quando é expulsa de casa.
- Jacinto: Paulo achava que ele e Lúcia eram amantes, o que não era verdade.

## Análise da personagem Lúcia
A personagem Lúcia sentia muita vergonha por ser cortesã. Em diversos momentos, após ter se prostituído, sentia culpa, ou seja, a prostituição era uma angústia. De acordo com Alencar (1862, p. 12): 
“Passei-lhe o braço pela cintura e apertei-a ao peito; eu estava sentado, ela em pé; meus lábios encontraram naturalmente o seu colo e se embeberam sequiosos na covinha que formavam nascendo os dois seios modestamente ocultos pela cambraia. [...] Quando porém os meus lábios se colaram na tez de cetim e meu peito estreitou as formas encantadoras que debuxavam a seda, pareceu-me que o sangue lhe refluía ao coração. As palpitações eram bruscas e precipites. Estava lívida e mais branca do que o alvo colarinho do seu roupão. Duas lágrimas em fio, duas lágrimas longas e sentidas, como dizem que chora a corça expirando, pareciam cristalizadas sobre a face, de tão lentas que rolavam.”
```
   Paulo, no entanto, também apresenta uma característica marcante: ao mesmo tempo que a despreza, sente ciúmes; quer exclusividade, entretanto dá-lhe liberdade; a ofende e pede desculpas. Segundo Rodrigues (2010, p. 7-8): 
```

Paulo apresenta uma grande ambiguidade, sobretudo no que se refere aos seus sentimentos e ao comportamento em relação a Lúcia. Em determinados momentos, a ofende para depois pedir-lhe perdão, dá-lhe liberdade para fazer o que quiser, mas depois a quer só para si, despreza-a, entretanto sente um grande ciúme dela. Seus sentimentos por Lúcia são opostos, pois ora deseja violentamente a prostituta Lúcia, ora promete respeitar a pura e cândida Maria da Glória, que são, na verdade, a mesma mulher.
Ou seja, é como se desejasse Lúcia, mas amasse Maria da Glória e, entretanto, esta é a mesma mulher. E esta oposição também é expressada na personalidade e nome da personagem. Maria da Glória era pura e inocente, Lúcia é devassa e pecadora. Os nomes fazem alusão a Virgem Maria, a misericordiosa mãe de Jesus, enquanto Lúcia remete-se a Lúcifer, o anjo invejoso que cai dos céus e torna-se rei do submundo.    
Não podemos esquecer de que por muito tempo a mulher foi considerada serva do demônio e era vista como um ser perigoso. 
Contudo, o amor de Paulo a “salva” da vida de prostituição, esta uma visão bem católica sobre o amor, é como se sua relação com Paulo a purificasse. Em um aspecto que, a certo ponto do livro, Lúcia não mais é descrita com “olhos lascivos”, torna-se a personificação de um “ser puro”. Ou seja, deixa-se de ser Lúcia e volta a ser Maria da Glória.